# Wang Du

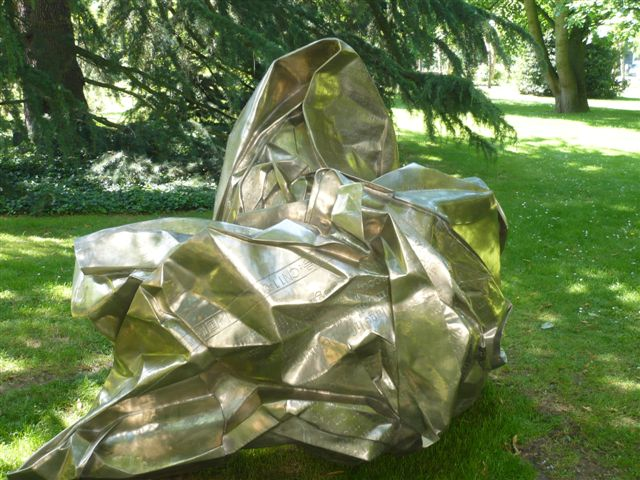
Wang Du: China Daily

Wang Du (chinesisch 王度; * 1956 in Wuhan, China) ist ein zeitgenössischer chinesischer Bildhauer und Installationskünstler, der seit 1990 in Paris, Frankreich lebt.

## Leben und Werk
Wang Du wurde in Wuhan, der Hauptstadt der ostchinesischen Provinz Hubei geboren und studierte von 1981 bis 1985 am College of Design, Guangzhou Academy of Fine Arts in Kanton. 1986 gründete er die Künstlergruppe „The Salon of Artists of Southern China“, deren Vorsitzender er bis 1990 war. Das Tian’anmen-Massaker im Sommer 1989 auf dem Pekinger Tian’anmen-Platz war der Auslöser, China zu verlassen. Seit 1990 lebt der Künstler in Paris; dort wurden 1994 seine Werke zum ersten Mal ausgestellt. 1998/1999 war er Lehrer an der École supérieure d'art de Brest und von 1997 bis 2002 unterrichtete er in der Abteilung Visuelle Künste der Universität Paris VIII.
In seinem figurativen Werk schafft Wang Du dreidimensionale Gebilde aus Medienerzeugnissen. Seine aus Bronze gegossene Plastik China Daily, Services top task for Games, die sich im Skulpturenpark Viersen befindet, zeigt zum Beispiel eine zusammengeknüllte Seite der größten englischsprachigen chinesischen Tageszeitung China Daily. Die Buchstaben des Textes, in dem 2007 über die Vorbereitungen für die Olympischen Sommerspiele 2008 berichtet wurde, sind eingraviert. Das offizielle Regierungsblatt berichtete nur Belanglosigkeiten über die Spiele, die Plastik zeigt sie als weggeworfenes Blatt Papier, die Wirkung erzielt der Künstler durch die überdimensionierte Form.
Oft errichtet Wang Du mit einer großen Anhäufung von Medienerzeugnissen begehbare, räumliche Arrangements. „Fülle bzw. Überfülle, die den Eindruck von Abfall und Müll aufkommen lässt, und die ausschnitthafte Vereinzelung, beides in Übergröße oder Übermaß, lassen den Eindruck einer von Medien verschütteten Welt, des Zugeschüttetseins und damit des Attackiertseins entstehen.“
Der Künstler liebt fotografische Wiedergaben der Wirklichkeit. Sein Objekt Yellow Pages sieht äußerlich aus wie eine Reihe international üblicher Branchenverzeichnisse, ähnlich den Büchern der deutschen Gelben Seiten. Der Inhalt der Bände besteht aus 30.000 Bildern, die Ansichten seines Heimatlandes China zeigen.
Arbeiten Wang Dus stehen in öffentlichen Sammlungen, so unter anderen in Paris im Centre Georges Pompidou, in Peking im UCCA (Ullens Center for Contemporary Art) sowie in San Francisco im Yerba Buena Center for the Arts und im Musée de Monaco.

## Ausstellungen (Auswahl)

### Einzelausstellungen
- 2001: Museum of Contemporary Art (Chicago)
- 2005: Vancouver Art Gallery (Vancouver)
- 2005: Yerba Buena Center for the Arts (San Francisco)
- 2007: Kestnergesellschaft (Hannover)
- 2009: Ullens Center for Contemporary Art (Peking)
- 2010: Städtische Galerie im Park Viersen

### Gruppenausstellungen
- 1998: P.S.1 (New York)
- 1999: Biennale Venedig
- 2001: Kiasma (Helsinki)
- 2003: Kunsthalle Wien
- 2006: Kunstmuseum Bern
- 2007: Foire internationale d’art contemporain (Paris)
- 2007: Musée National d’Art Moderne (Paris)
- 2008: Art Basel
- 2009: Grand Palais (Paris)

## Kataloge (Auswahl)
- A House is not A Home. Les Presses du Réel, Paris 2010
- Dictionaire international de la sculpture moderne et contemporaine. Editions de Regard, Paris 2008
- Yellow Pages. Onestar press. Galerie Laurent Godin, Paris 2007
- Wang Du. Paris pour escale. Musée d’art moderne de la ville de Paris, Paris 2000
- Dial N For …. Kunstverein, München 1999
- Wang Du. Gare de l’Est. Casino Luxembourg. Forum d’art contemporain, Luxembourg 1998